# Barili (Cebu)
Barili è una municipalità di terza classe delle Filippine, situata nella Provincia di Cebu, nella Regione del Visayas Centrale.
Barili è formata da 42 baranggay:
- Azucena
- Bagakay
- Balao
- Bolocboloc
- Budbud
- Bugtong Kawayan
- Cabcaban
- Cagay
- Campangga
- Candugay
- Dakit
- Giloctog
- Giwanon
- Guibuangan
- Gunting
- Hilasgasan
- Japitan
- Kalubihan
- Kangdampas
- Luhod
- Lupo

- Luyo
- Maghanoy
- Maigang
- Malolos
- Mantalongon
- Mantayupan
- Mayana
- Minolos
- Nabunturan
- Nasipit
- Pancil
- Pangpang
- Paril
- Patupat
- Poblacion
- San Rafael
- Santa Ana
- Sayaw
- Tal-ot
- Tubod
- Vito